# Juan Almeida Morgado
Juan Manuel Almeida Morgado (Santa Cruz de Aragua, Venezuela, 25 de enero de 1980-Palo Negro, Venezuela, 15 de mayo de 2023), también conocido por su seudónimo N33, fue un delincuente informático venezolano afiliado al chavismo y específicamente al exministro de Energía y Petróleo, Tareck el Aissami.
Almeida fue responsabilizado de hackear las cuentas en redes sociales de los periodistas Nelson Bocaranda y Berenice Gómez, además de atacar a otros opositores al gobierno, al igual que de filtrar audios comprometedores del conductor de televisión oficialista Mario Silva. En 2023 fue arrestado y acusado de participar en el Caso PDVSA-Cripto, y semanas después fallecería en arresto domiciliario. Fue la segunda persona arrestada por corrupción fallecida en custodia del Estado, después de Leoner Azuaje.

## Actividad
Almeida fue responsabilizado de hackear las cuentas en redes sociales de los periodistas Nelson Bocaranda y Berenice Gómez, además de vulnerar las de Leonardo Padrón e Ibéyise Pacheco, debido a sus críticas al gobierno. Entre 2012 y 2013 se conoció que fue el responsable de filtrar audios de Mario Silva, conductor del programa "La hojilla" del canal de televisión estatal Venezolana de Televisión, y que fueron publicados por el entonces diputado Ismael García, en los cuales criticaba a altos funcionarios del chavismo.
En 2019, la alcaldesa oficialista del municipio Santiago Mariño del estado Aragua, Johana Sánchez, lo acusó de misoginia como respuesta a ofensas contra ella.

## Detención y muerte
El 5 de abril de 2023, su residencia en la urbanización El Orticeño de Palo Negro, estado Aragua fue allanada, siendo detenido y acusado de operador tecnológico del Caso PDVSA-Cripto. En el momento de su detención, Almeida intentó evitar su arresto mostrándole a los funcionarios de seguridad fotos donde posaba con políticos, incluyendo ministros, diputados y presidentes de instituciones públicas. En el expediente, Almeida era vinculado con operaciones paralelas para vender petróleo venezolano sin que el Estado percibiera los ingresos.
El 15 de mayo, el fiscal general designado por la Asamblea Nacional Constituyente, Tarek William Saab, anunció que Almeida falleció en arresto domiciliario. William Saab alegó que Almeida «sufría de cirrosis hepática». Debido a sus similitudes con la detención y muerte de Leoner Azuaje, la versión oficial de su muerte ha generado dudas.

## Vida personal
Era hijo de José Rafael Almeida y Rosa Morgado. Sus hermanos Jorge Luis y Carlos Jesús Almeida Morgado, fueron imputados en el mismo tribunal que Juan.